# Longin Żarnowiecki
Longin Żarnowiecki (ur. 15 marca 1842 w Folwarkach na Wołyniu, zm. 29 września 1915 w Żytomierzu), polski duchowny katolicki, biskup pomocniczy łucki i żytomierski.
Studiował w Żytomierzu i Petersburgu. Święcenia kapłańskie przyjął w 1866, potem pracował jako wikariusz w Łucku oraz proboszcz w Monasterzyskach. Był profesorem i rektorem Akademii Duchownej w Petersburgu, wcześniej wykładał w seminariach duchownych w Żytomierzu i Kamieńcu Podolskim. Ogłaszał publikacje z liturgiki.
7 kwietnia 1910 został mianowany biskupem pomocniczym łuckim i żytomierskim, ze stolicą tytularną Mosynopolis. Ordynariuszem obu diecezji, złączonych w tym okresie unią personalną, był w chwili nominacji Żarnowieckiego Karol Antoni Niedziałkowski; Żarnowiecki, jako wikariusz generalny, odgrywał czołową rolę w obu diecezjach po śmierci Niedziałkowskiego w kwietniu 1911 (nowym ordynariuszem został dopiero w październiku 1916 Ignacy Dubowski).